# Val Fitch
Val Logsdon Fitch (ur. 10 marca 1923 w Merriman w Nebrasce, zm. 5 lutego 2015 w Princeton) – amerykański fizyk cząstek elementarnych, laureat Nagrody Nobla w dziedzinie fizyki za odkrycie naruszania jednej z fundamentalnych zasad symetrii w rozpadach neutralnych mezonów K. Nagrodę Nobla otrzymał w roku 1980 wraz z Jamesem Croninem.
Val Fitch badał również m.in. promieniowanie tzw. mezoatomów. Był uczniem Jamesa Rainwatera, profesorem Uniwersytetu w Princeton oraz dyrektorem tamtejszego wydziału fizyki. Był również członkiem American Academy of Arts and Sciences i National Academy of Sciences.